# Fugaku (суперкомп'ютер)

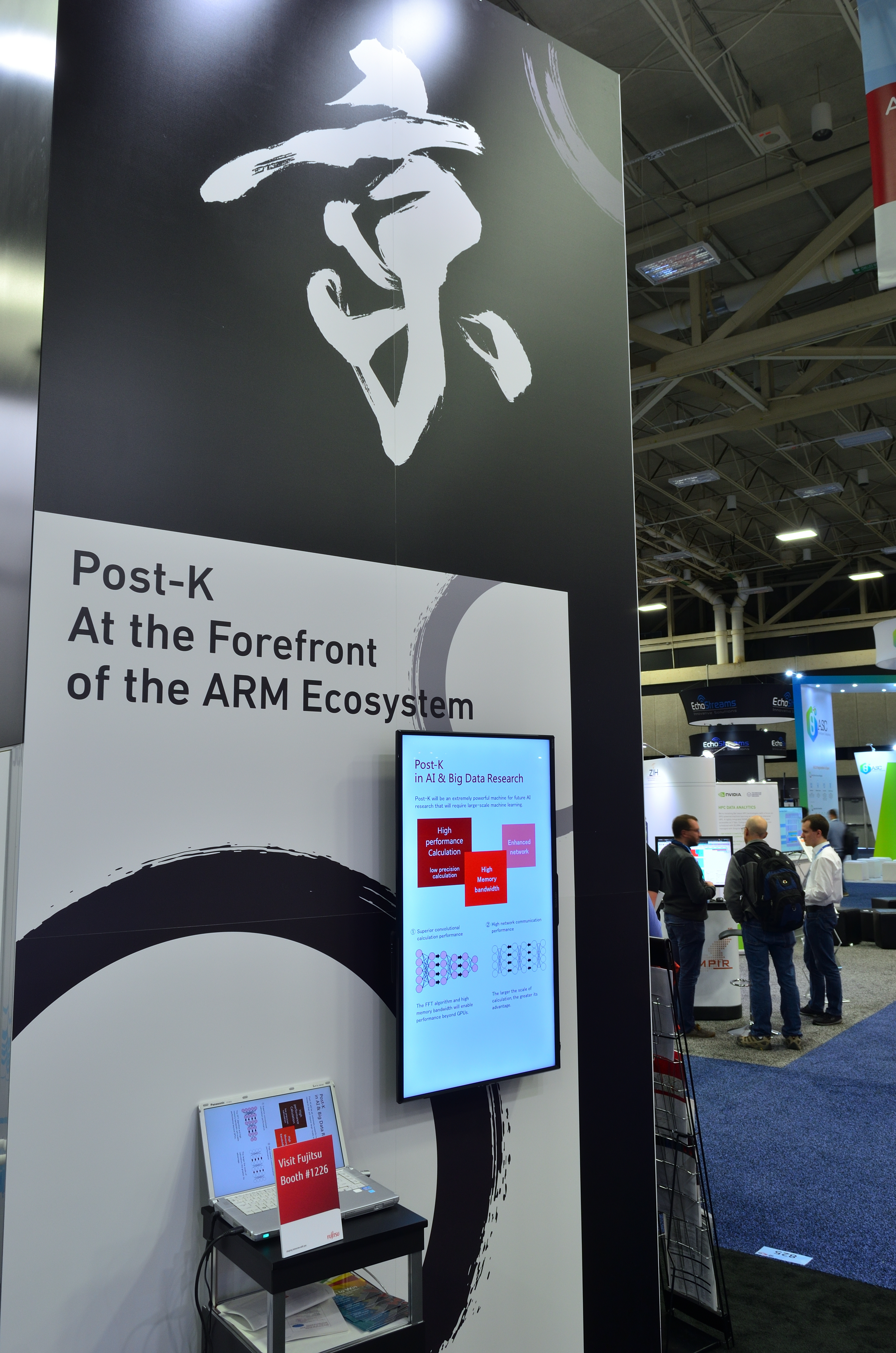
Демонстраційний стенд Fugaku на SC 18

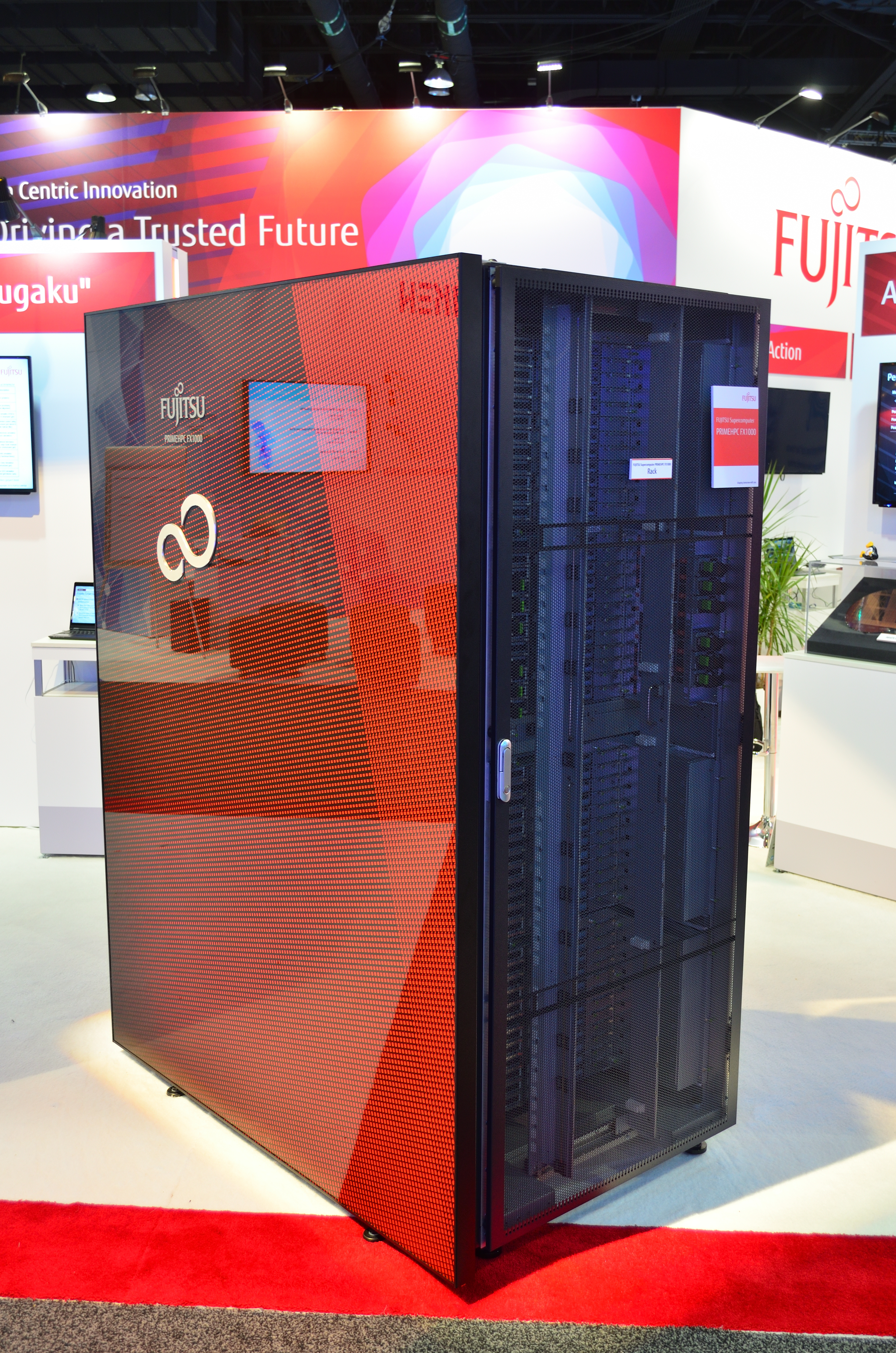
PRIMEHPC FX1000 (вузол Фугаку) на SC19

Fugaku Fugaku (яп. 富岳) — суперкомп'ютер, який встановлюється[коли?] в Центрі обчислювальної науки RIKEN у Кобе, Японія . Розробка розпочалась у 2014 році як наступника комп'ютера K, і його планується поставити до роботи в 2021 році, хоча частини комп'ютера були введені в експлуатацію в червні 2020 року.
В червні 2020 року випередив Summit та став першим номером в переліку ТОП500.

## Обладнання
Суперкомп'ютер побудований на мікропроцесорах Fujitsu A64FX. Цей центральний процесор базується на архітектурі ARM версії 8.2A та має масштабовані векторні розширення для суперкомп'ютерів.
Fugaku повинен був бути в 100 разів потужнішим за комп'ютер K (тобто ціль продуктивності в 1 exaFLOPS). Fugaku використовує 158 976 процесорів A64FX, об'єднаних разом, використовуючи пропріетарний інтерконнект Tofu від Fujitsu.
Остаточний показник продуктивності Fugaku — це Rpeak 0,54 exaFLOPS у FP64, використовуваний в TOP500.
Однак, при роботі з числами меншої точності, які зазвичай використовують в задачах зі штучним інтелектом, HPL-AI, Fugaku сягає продуктивності понад 2 exaFLOPS.
Фугаку використовувався для дослідження масок, пов’язаних з пандемією COVID-19.

## Програмне забезпечення
Fugaku використовуватиме «легку багатоядерну операційну систему» на ім'я IHK / McKernel . Операційна система використовує як Linux, і легкий McKernel і вони здатні працювати одночасно і пліч о пліч. Інфраструктура, на якій працюють обидва ядра, називається Інтерфейсом для гетерогенних ядер (IHK). Симуляції з високою продуктивністю виконуються на McKernel, при цьому Linux доступний для всіх інших служб, сумісних з POSIX.

## Продуктивність
Повідомляється початкова ефективність Fugaku була RMAX 416 Petaflops у високопродуктивному етапі Linpack Linpack, що використовується TOP500. After the November 2020 upgrade in the number of processors, Fugaku's performance increased to a Rmax of 442 petaFLOPS.
Fugaku також досяг перших місць в інших рейтингах, які тестують комп’ютери з різними робочими навантаженнями, включаючи тести Graph500, HPL-AI та HPCG. Жоден попередній суперкомп’ютер ніколи не лідирував у всіх чотирьох рейтингах одночасно.
Після оновлення апаратного забезпечення, станом на листопад 2020 року, «Fugaku підвищив свою продуктивність у новому тесті HPC-AI змішаної точності до 2,0 екзафлопс, перевищивши позначку 1,4 екзафлопс, зафіксовану шість місяців тому. Це перші контрольні вимірювання понад один екзафлопс для будь-якої точності на будь-якому обладнанні». (зростання на 42%). Цікаво, що кількість ядер Arm A64FX зросла лише на 4,5% до 7 630 848, але виміряна продуктивність зросла набагато більше на цьому тесті (і система не використовує інші обчислювальні можливості, такі як графічні процесори), і трохи більше на TOP500, або на 6,4%, до 442 петафлопс, новий світовий рекорд і збільшення відриву від наступного комп’ютера на стільки. Для тесту HPCG це в 5,4 рази швидше, зі швидкістю 16,0 HPCG-петафлопс, ніж система номер два, Summit, яка також є другою в TOP500. 
Продуктивність Fugaku перевершує сукупну продуктивність наступних 4 суперкомп’ютерів у списку TOP500 (майже наступних 5) і на 45% перевершує всі інші топ-10 комп’ютерів у тесті HPCG.

## Історія
23 травня 2019 року RIKEN оголосив, що суперкомп'ютер має бути названий Фугаку. У серпні 2019 року було оприлюднено логотип Fugaku, який зображає гору Фудзі — вона символізує «високу продуктивність Fugaku» та «широке коло його користувачів». У листопаді 2019 року прототип Фугаку зайняв перше місце у списку Green500. Відвантаження стійок обладнання до об'єкта RIKEN розпочалася 2 грудня 2019 року і було завершено 13 травня 2020 року.
Роботи над побудовою суперкомп'ютера були пришвидшені з огляду на пандемію коронавірусної хвороби, що саме в той час починала набирати обертів. В стислий термін було встановлено близько 400 шаф з процесорними модулями.
Серед перших практичних завдань, споруджуваний суперкомп'ютер був використаний для симуляції поширення вірусу в аерозолях, що видихає людина за різних обставин. Також була досліджена й ефективність використаного в Японії ПЗ для відстеження контактів під час пандемії COVID-19 та обчислено мінімально необхідний рівень поширення даного ПЗ.
У червні 2020 року Фугаку став найшвидшим суперкомп'ютером у світі в списку TOP500, витіснивши IBM Summit.